# Kassinula wittei
Kassinula wittei is een kikker uit de familie rietkikkers (Hyperoliidae). Het is de enige soort uit het geslacht Kassinula. De soort werd voor het eerst wetenschappelijk beschreven door Raymond Ferdinand Laurent in 1940. Later werd de wetenschappelijke naam Kassina wittei gebruikt. De soortaanduiding wittei is een eerbetoon aan Gaston-François de Witte.
Kassinula wittei is een relatief kleine soort die een lichaamslengte bereikt van 1,7 tot 2,2 centimeter. De kikker leeft in delen van Afrika en komt voor in de landen Congo-Kinshasa en Zambia, en vermoedelijk ook in noordoostelijk Angola. De habitat bestaat uit savanne-achtige streken met een grasachtige begroeiing, met name ondergelopen graslanden. De kikker is bodembewonend.
Acanthixalus · 
Afrixalus · 
Alexteroon · 
Arlequinus · 
Callixalus · 
Chrysobatrachus · 
Cryptothylax · 
Heterixalus · 
Hyperolius · 
Kassina · 
Kassinula · 
Morerella · 
Opisthothylax · 
Paracassina · 
Phlyctimantis · 
Semnodactylus · 
Tachycnemis